# 이대원 (배우)
이대원(李大源, 1985년 9월 3일~)은 대한민국의 배우이다. 1991년도 MBC드라마 ‘분노의 왕국’을 통하여 아역배우로 데뷔하였으며, 1992년 드라마 ‘억세바람’으로 MBC연기대상 아역특별상 수상하였다.

## 학력
- 안양예술고등학교 연극영화과 졸업

## 출연 작품

### 성우(더빙)
- 『인어공주』(KBS) 프라운더 역
- 『벨과 마법의 성』(KBS) 칩 역
- 『미녀와 야수』 칩 역
- 『밤비』 밤비 역
- 『아마게돈 (1995년 영화)』(KBS) 어린 혜성 역
- 『곰돌이 푸』 크리스토퍼 로빈 역
- 『토이스토리』(EBS) 앤디 역
- 『101마리 달마시안』 주연 강아지 역

### TV
KBS
- 지구촌 영상음악 MC
- 사랑은 못말려
- 먼동
- 서궁
- 찬란한 여명
- 전설의 고향
- 원지동 블루스

MBC
- 분노의 왕국
- 억새 바람
- 파일럿 (드라마)
- 한지붕 세가족
- 오늘은 좋은날
- 종합병원 (드라마)
- 도전추리특급
- 일요일일요일밤에

### CF(광고)
- 해태 봉봉
- A+ 과학나라
- 오리온 초코파이
- 오리온 비틀즈

### 수상경력
- 1992년 MBC연기대상 아역특별상 수상 (억새바람)